# اجینه‌تپه

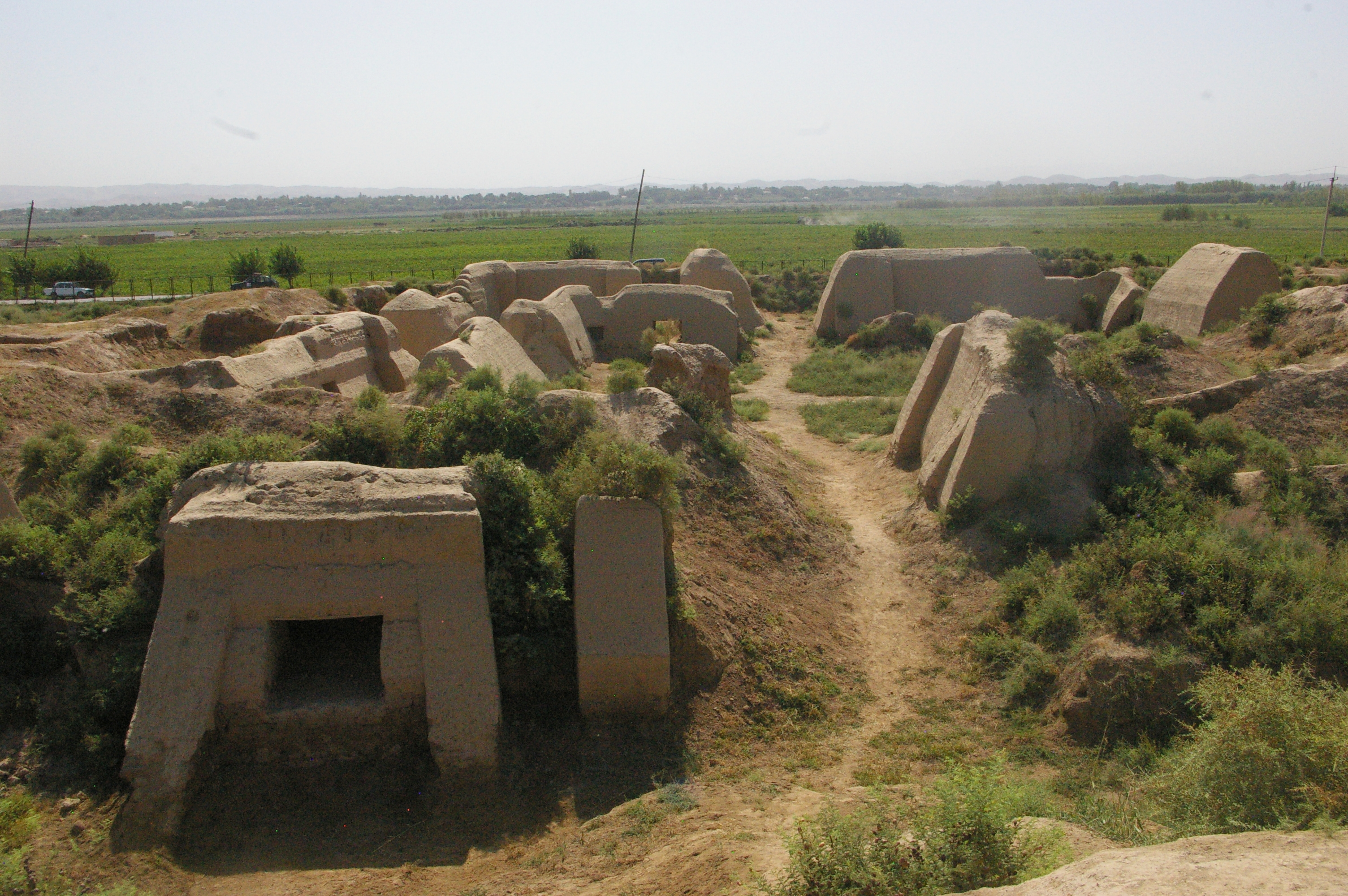
نمایی از اجینه‌تپه

ایوان بودایی اجینه‌تپه در فاصله ۱۲ کیلومتری شرق قرغان‌تپه و در کشور تاجیکستان واقع شده است.

این سایت در تاریخ ۱۱ سپتامبر ۱۹۹۹ در لیست آزمایشی میراث جهانی یونسکو قرار گرفت.